# Galium irinae
Galium irinae är en måreväxtart som beskrevs av M.G. Pachomova. Galium irinae ingår i släktet måror, och familjen måreväxter. Inga underarter finns listade i Catalogue of Life.